# Заголовний файл
Заголовний файл (англ. header file) — тип файлу початкового коду в деяких мовах програмування, зокрема C та C++, в якому містяться декларації макросів, змінних та прототипів функцій. Заголовні файли додаються до файлу з початковим кодом препроцесором.

## Заголовні файли у різних мовах програмування

### C / C++
Стандартна бібліотека C та стандартна бібліотека C++ визначають набір стандартних заголовних файлів. Інші бібліотеки підпрограм, написані на цих мовах, постачають свої власні заголовні файли. До останнього типу заголовних файлів належать ті, що пишуться програмістами при створенні прикладної програми.
Заголовні файли включаються в код за допомогою команди препроцесора #include:
```
 

#include
 
<stdio.h>

#include
 
"foo.h"

```

При цьому, в залежності від місця розташування, використовуються або гострокутні дужки, або лапки.
Заголовні файли із стандартної бібліотеки шаблонів підключаються таким чином:
```
 

#include
 
<vector>

#include
 
<map>

```

### Fortran
Різні компілятори з мови програмування Fortran можуть надавати можливість включення файлів у файл програми (директивами включення можуть бути INCLUDE,
#include чи інші). Втім, починаючи зі стандарту Fortran 90 з'явилася можливість повноцінного модульного програмування за допомогою директив MODULE і USE.

### Object Pascal і похідні
У різних системах розробки для Object Pascal (таких, як Delphi чи Free Pascal) існує повноцінна система модулів («юнітів»). У разі необхідності включення тексту програми це можна зробити за допомогою директиви $I чи $INCLUDE.

### PL/I
Включення тексту здійснюється за допомогою директиви %include.

### COBOL
Можливість включення «зошитів» (copybooks, фактично звичайні файли з початковим кодом) і заміни довільних фрагментів програми присутня у мові COBOL з самого початку за допомогою операторів COPY і REPLACING.

### Асемблери
Включення файлів широко застосовується у деяких програмах-асемблерах, особливо у тих, що мають розвинені засоби макропрограмування та/або означення структур даних. Наприклад, у асемблері NASM для включення текстового файлу програми існує директива %include.
У системі GCC програми на асемблері можуть застосовувати два способи — включення файлів директивою асемблера .include і обробку асемблерного файлу препроцесором С, що дає можливість використовувати всі можливості препроцесора, включно з директивою #include. У другому випадкові програмі gcc слід дати ключ -x assembler-with-cpp.